# Tryskawka (aparatura chemiczna)

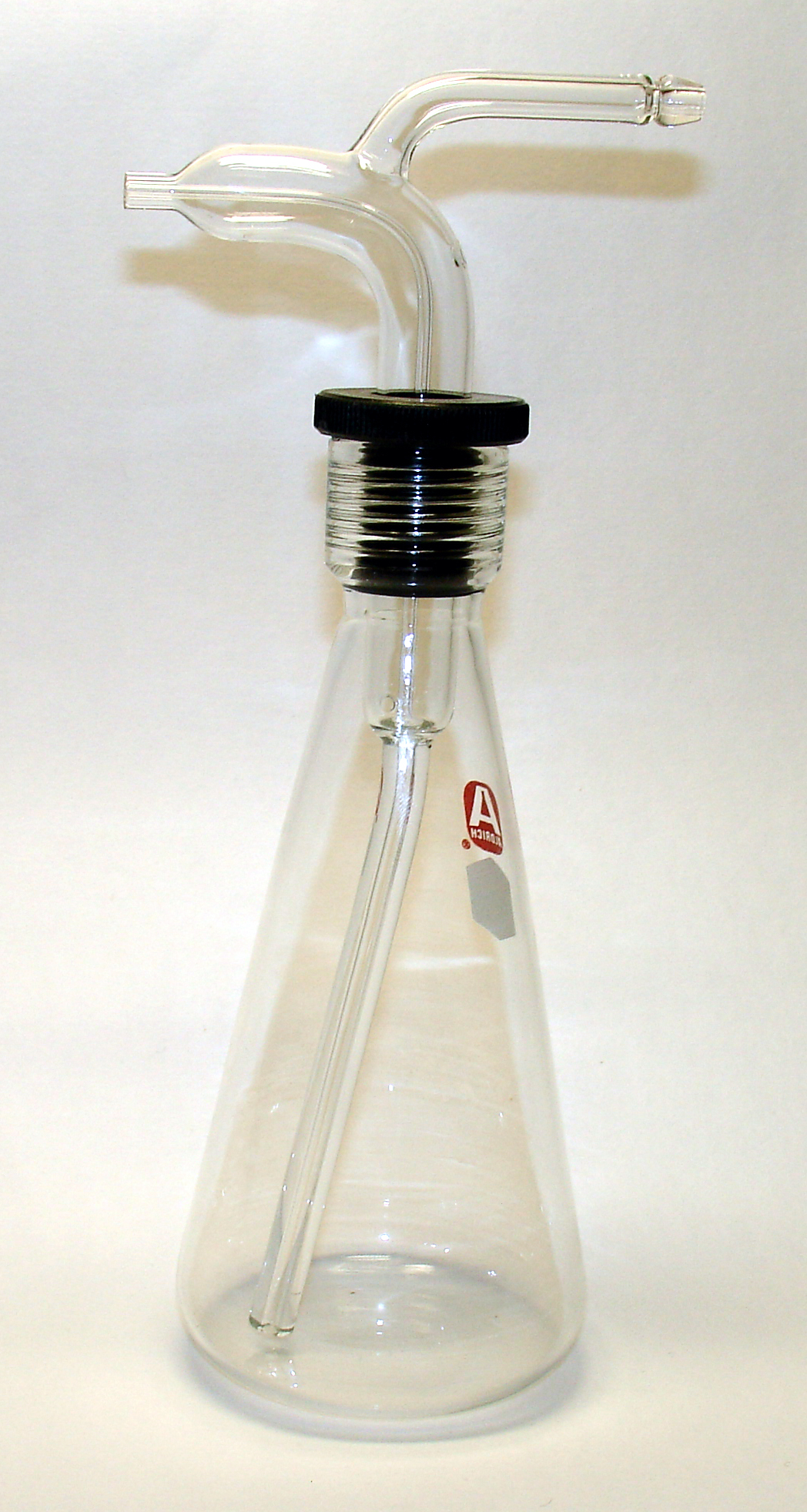
Szklana tryskawka

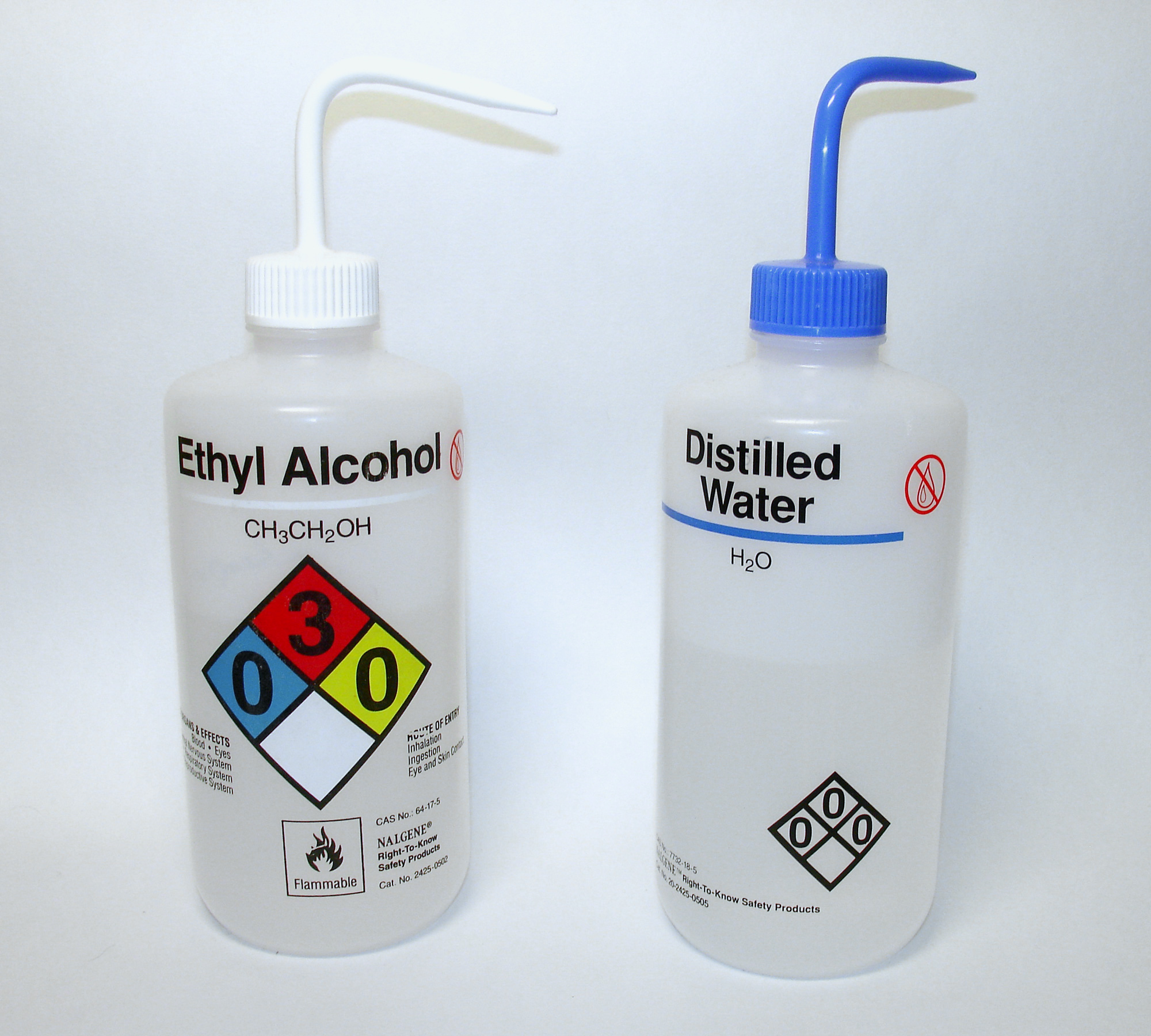
Plastikowe tryskawki na etanol i wodę

Tryskawka – prosty przyrząd laboratoryjny służący do podawania małych lub średnich ilości płynu metodą natryśnięcia strumieniem pod lekkim ciśnieniem, ale bez precyzyjnego odmierzania ilości.
Istnieją dwa rodzaje tryskawek. Szklane tryskawki starego typu, które już praktycznie wyszły z użycia, oraz tryskawki wykonane z polietylenu.
Tryskawka szklana zbudowany jest z kolby płaskodennej lub butelki zatkanej hermetycznie korkiem, przez którego otwory przechodzą dwie rurki. Jedna z tych rurek kończy się wewnątrz naczynia tuż pod korkiem i służy do wdmuchiwania przez nią powietrza do wnętrza naczynia, ponad zwierciadło płynu znajdującego się w tym naczyniu. Druga rurka schodzi prawie do dna naczynia, a jej drugi wolny koniec, znajdujący się ponad naczyniem, jest końcem wylotowym płynu i posiada zwężenie. Oba zewnętrzne końce rurek są zagięte w taki sposób, aby korzystanie z przyrządu było ułatwione. I tak: rurka wlotowa jest pochylona do góry, aby łatwo było w nią dmuchać, natomiast rurka wylotowa jest pochylona w dół, zgodnie z kierunkiem opadania strumienia cieczy. Konstrukcja taka jest podobna do laboratoryjnej płuczki gazów, w której jednak nie ma zwężeń na końcach rurek, a same końce rurek na zewnątrz naczynia są zagięte do linii poziomej.
Korzystanie z tryskawki szklanej wymaga pewnej wprawy. Wydmuchiwanie płynu z naczynia jest dość łatwe - nie wymaga zbyt dużej siły, a wypływ płynu jest przerywany natychmiast po zaprzestaniu dmuchania. Prostota naczynia powoduje jednak ryzyko naplucia do niego, stąd trzeba umiejętnie obejmować rurkę wlotową ustami (trochę dalej niż przy jej zakończeniu). Aktualnie w większości laboratoriów przepisy BHP zabraniają jednak surowo wykonywania jakichkolwiek operacji ustami, dlatego stosowanie tryskawek szklanych wymagałoby stosowania gumowych gruszek. Tryskawki szklane wychodzą już praktycznie z użycia i są zastępowane dużo praktyczniejszymi tryskawkami polietylenowymi.
Tryskawka plastikowa jest wykonana z płaskodennej butelki z miękkiego polietylenu, w której znajduje się tylko jedna rurka, dochodząca wewnątrz naczynia prawie do jego dna, a na zewnątrz jest zagięta w łuk i zakończona zwężeniem. Z tryskawki tej korzysta się przez zwykłe jej ściskanie dłonią, co skutecznie wypycha ciecz na zewnątrz, pod warunkiem, że zamknięcie naczynia jest całkowicie szczelne. Tryskawki polietylenowe są produkowane jako komplety ze szczelną nakrętką gwintowaną z otworem idealnie pasującym do rurki, choć równie dobrze można je sobie skonstruować samemu. Przy własnej konstrukcji należy tylko sprawdzić, czy butelka jest rzeczywiście wykonana z polietylenu, zwłaszcza, jeśli chcemy ją stosować do dozowania rozpuszczalników organicznych, które rozpuszczają niektóre tworzywa sztuczne. (Polietylen nie rozpuszcza się w prawie niczym).
Tryskawka służy do polewania. Szczególnie wygodna jest do przepłukiwania osadów, lub natryskiwania cieczy tylko w niektóre miejsca preparatów, choć w tym celu stosuje się raczej pipety Pasteur'a. Stosowana jest również np. do płukania szkła laboratoryjnego, które jest zazwyczaj ostatnim etapem jego mycia - robi się to wodą destylowaną lub acetonem.
Tryskawka bywa również stosowana w apteczce medycznej, np. do podawania środków do płukania oczu, ran itp.